# Badr Shakir al-Sayyab
Badr Shakir al-Sayyab (en arabe : بدر شاكر السياب ; Jaykur, 24 décembre 1926 - Koweït, 24 décembre 1964) est un poète et traducteur irakien de langue arabe. Il est la référence incontestée de la poésie arabe moderne et l'un des fondateurs du Vers libre dans la littérature arabe.

## Biographie
Badr Shakir al-Sayyab est né à Djaykur dans la province d'Al-Basra au sud de l'Irak. Le poète a vécu une enfance difficile à la suite du décès de sa mère lorsqu'il avait six ans, événement qui a chamboulé sa vie. Après avoir terminé ses études primaires à l'école Bab Sulayman (en arabe باب سليمان) puis à l'école al-Mahmudiyya (en arabe المحمودية), il a poursuivi ses études au lycée de Bassora avant d'emménager à Bagdad pour intégrer la Dar al-Muʿallimin al-ʿalya (en arabe دار المعلمين العالية), une ancienne institution d'éducation destinée à former des professeurs d'école primaire. Passionné par la littérature, il s'est spécialisé dans un premier temps en littérature arabe puis, à partir de 1945, en littérature anglaise, matière dans laquelle il a obtint son diplôme universitaire trois ans plus tard. Quelques mois après son affectation en tant qu'enseignant, il fut licencié de son poste à cause de ses opinions politiques et son appartenance au Parti communiste irakien. Il s'est donc installé en Iran puis au Koweït.
En 1962 il fut admis à l'hôpital CHU à Beyrouth pour être soigné d'une douleur dorsale. Transporté d'hôpital en hôpital, entre Rome et Londres, à moitié paralysé, il finit, deux ans plus tard, par mourir seul dans un hôpital de Koweït, loin de son village et des siens.

## Personnalité
Bader Shakir al-Sayyab a souffert de dénégation, raison profonde de son engagement communiste – plus par mépris social que par conviction philosophique –, son refuge dans l'alcool et dans l'obscénité pour fuir les troubles de la vie. Très sensible, son pessimisme et sa solitude l'ont empêché de s'intégrer socialement. Néanmoins, le poète était célèbre pour son amour de la lecture et son érudition comme a pu le mentionner son ami Faysal al-Yasari: « Al Sayab était un lecteur invétéré : il avait non seulement lu nombre d'ouvrages de la littérature mondiale à travers l'anglais qu'il maîtrisait, mais aussi des œuvres religieuses, politiques, ... »

## Littérature
Le poète était reconnu pour son caractère révolutionnaire qui se manifestait dans ses poèmes. Son audace et son ouverture sur la littérature occidentale lui ont permis de faire muter la poésie d'une structure formelle et classique basée sur le respect des règles de la métrique arabe et de la rime à une autre, plus déstructurée au niveau de la forme mais fondée sur la liberté d'expression et le reflet de la réalité. La poésie de Badr Shakir al-Sayyab représente les plus importantes tendances poétiques qu'avait connues sa génération. Il avait débuté classiciste, puis fut influencé par le romantisme du poète libanais Ilyas Abu Shabaka et de Charles Baudelaire. Mais en vérité, ses réalisations avaient commencé avec sa poésie réaliste, surtout les poèmes Le Fossoyeur, La Prostituée aveugle, Armes et enfants ainsi que Le Chant de la pluie qui symbolise la poésie arabe moderne avec sa forme artistique distincte et son contenu social significatif : 
Tes yeux sont deux forêts de palmiers au petit matin,

Ou deux balcons dont le clair de lune se retire

Quand tes yeux sourient, les vignes mettent en avant leurs feuilles,

Et les lumières dansent..comme des lunes dans une rivière
Quant à son poème Seul sur le lagune, il appartient au genre de la poésie de l'exil, puisque Badr Shakir al-Sayyab y montre de sa souffrance du fait de sa maladie et sa peur de mourir loin de son pays, l'Irak. Il écrit ainsi dans une strophe :
Car je suis un étranger

Car L'Irak bien-aimé

Est Loin et je suis, ici, nostalgique

Pour lui, pour elle..Je crie : Irak

Et de mon cri me revient des pleurs

Un éclat d'écho

Je crois avoir traversé l'étendue

A un monde en décomposition qui ne répond pas

Pour mon cri

Si je secoue les branches

Seule la mort fait tomber d'elles

Des pierres

Pierres, mais pas de fruits

Même les ruisseaux

Sont - pierres, même l'air frais

Est pierre humidifiée de sang

Mon cri est une pierre, ma bouche est un rocher

Mes jambes sont un vent errant dans les déchets

## Traductions
Al-Sayyab maîtrisait l'anglais, ce qui l'a incité à contribuer à la traduction de plusieurs réalisations appartenant à des auteurs internationaux comme : Poèmes sur l'age atomique de Edith Sitwell , Les yeux d'Elsa ou la guerre et l'amour de Louis Aragon et d'autres de Federico García Lorca , Ezra Pound , T. S. Eliot. Il a publié la collection de ses traductions la première fois en 1955 sous le titre de Sélection de poèmes de la poésie moderne mondiale. Ainsi, il a également réalisé des traductions en prose comme Trois siècles de littérature (plusieurs auteurs) publiée en deux tomes (le premier est sans date tandis que le deuxième fut publié en 1966) et Le poète, l'inventeur et le colonel qui est une pièce de théâtre d'un seul acte, écrit par Peter Ustinov. La traduction de al-Sayyab fut publiée en 1953.

## Œuvres

### Publiées de son vivant
Le poète publia une collection de poèmes en deux tomes éditée par la maison d'édition Dar al-ʿawda (en arabe دار العودة) à Beyrouth en 1971 et qui englobe plusieurs poèmes et sous-collections qui avaient été publiés à différentes périodes et selon des influences différentes. D'abord romantique :
- ’Azhâr dhâbila (أزهار ذابلة) (Fleurs fanées), 1947. C'est dans ce recueil de poésie que Sayyab publie son premier poème en vers libre, Hal kana hubban?. Ce poème est souvent considéré comme le premier poème jamais écrit en vers libre de la littérature arabe moderne ;
- ’Azhâr wa 'asâtîr (Fleurs et légendes), 1948 ;
- ’Asâtîr (Légendes), 1950 ;
- Fajr al-salâm (L'aube de la paix), 1951 ;
- Haffâr al-qubûr (Le Fossoyeur), 1952 ;
- ’Asliha wa ’atfâl (Armes et enfants), 1954 ;
- ’Al-maoumis al-’myâ’ (La Prostituée aveugle), 1954.

Puis réaliste et progressiste :
- ’Unshoudat al-matar (Le Chant de la pluie), 1960 ;
- Al-maʿbad al-gharîq ('Le Temple englouti), 1962 ;
- Manzil al-’aqnân (La Maison des esclaves), 1963 ;

Atteint d'une maladie incurable, sa poésie devient de plus en plus intime et triste :
- Shanâshil ibnat al-Shalabi (Le Balcon de la fille du seigneur), 1963.

### Posthumes
Iqbâl, un recueil de poésie qui porte le prénom de la femme d'al-Sayyab, fut publié après la mort du poète, en 1965.
D'autres œuvres posthumes furent publiées par la suite :
- Qithata al rîh (La Guitre du vent), 1971 ;
- 'Asîr (Orages), 1972 ;
- Hadâyâ (Les cadeaux), 1974.